# U.S. International Figure Skating Classic de 2012
O U.S. International Figure Skating Classic de 2012 foi a primeira edição do U.S. International Figure Skating Classic, um evento anual de patinação artística no gelo. A competição foi disputada entre os dias 13 de setembro e 16 de setembro, na cidade de Salt Lake City, Utah, Estados Unidos.

## Eventos
- Individual masculino
- Individual feminino
- Duplas
- Dança no gelo

## Medalhistas
| Evento                        | Ouro                                             | Prata                                    | Bronze                                                        |
| Individual masculino detalhes | Max Aaron · Estados Unidos                       | Armin Mahbanoozadeh · Estados Unidos     | Ross Miner · Estados Unidos                                   |
| Individual feminino detalhes  | Agnes Zawadzki · Estados Unidos                  | Gracie Gold · Estados Unidos             | Amelie Lacoste · Canadá                                       |
| Duplas detalhes               | Kirsten Moore-Towers · Dylan Moscovitch · Canadá | Paige Lawrence · Rudi Swiegers · Canadá  | Tiffany Vise · Don Baldwin · Estados Unidos                   |
| Dança no gelo detalhes        | Piper Gilles · Paul Poirier · Canadá             | Alexandra Paul · Mitchell Islam · Canadá | Lynn Kriengkrairut · Logan Giulietti-Schmitt · Estados Unidos |

## Resultados

### Individual masculino
| Pos.              | Nome                     | Nacionalidade  | Pontos | PC         | PL          |
| ----------------- | ------------------------ | -------------- | ------ | ---------- | ----------- |
| Medalha de ouro   | Max Aaron                | Estados Unidos | 231.27 | 74.69 (1)  | 156.58 (1)  |
| Medalha de prata  | Armin Mahbanoozadeh      | Estados Unidos | 218.06 | 68.95 (3)  | 149.11 (2)  |
| Medalha de bronze | Ross Miner               | Estados Unidos | 213.44 | 69.09 (2)  | 144.35 (3)  |
| 4                 | Timothy Dolensky         | Estados Unidos | 203.59 | 63.68 (5)  | 139.91 (4)  |
| 5                 | Shiu Ting Ronald Lam     | Hong Kong      | 196.34 | 67.13 (4)  | 129.21 (5)  |
| 6                 | Christopher Caluza       | Filipinas      | 181.95 | 57.88 (9)  | 124.07 (6)  |
| 7                 | Jeremy Ten               | Canadá         | 172.96 | 60.31 (6)  | 112.65 (7)  |
| 8                 | Liam Firus               | Canadá         | 168.95 | 58.58 (8)  | 110.37 (8)  |
| 9                 | Paul Bonifacio Parkinson | Itália         | 161.54 | 60.13 (7)  | 101.41 (9)  |
| 10                | Luiz Manella             | Brasil         | 156.72 | 55.56 (10) | 101.16 (10) |
| 11                | Patrick Myzyk            | Polônia        | 143.54 | 51.47 (11) | 92.07 (11)  |
| 12                | Christopher Berneck      | Alemanha       | 140.57 | 48.58 (12) | 91.99 (12)  |
| 13                | Mark Webster             | Austrália      | 131.52 | 40.36 (15) | 91.16 (13)  |
| 14                | Oleksii Bychenko         | Israel         | 125.92 | 48.37 (13) | 77.55 (15)  |
| 15                | Jono Partridge           | Reino Unido    | 122.77 | 44.93 (14) | 77.84 (14)  |
| WD                | Luis Hernández           | México         | —      | — (WD)     |             |

### Individual feminino
| Pos.              | Nome                     | Nacionalidade  | Pontos | PC         | PL         |
| ----------------- | ------------------------ | -------------- | ------ | ---------- | ---------- |
| Medalha de ouro   | Agnes Zawadzki           | Estados Unidos | 172.95 | 65.24 (1)  | 107.71 (2) |
| Medalha de prata  | Gracie Gold              | Estados Unidos | 171.15 | 59.37 (2)  | 111.78 (1) |
| Medalha de bronze | Amelie Lacoste           | Canadá         | 161.53 | 59.14 (3)  | 102.39 (3) |
| 4                 | Elena Glebova            | Estônia        | 149.49 | 54.82 (4)  | 94.67 (4)  |
| 5                 | Isadora Williams         | Brasil         | 119.86 | 39.45 (7)  | 80.41 (5)  |
| 6                 | Melinda Wang             | Taipé Chinesa  | 113.31 | 46.86 (5)  | 66.45 (10) |
| 7                 | Melissa Bulanhagui       | Filipinas      | 111.45 | 38.19 (8)  | 73.26 (6)  |
| 8                 | Karina Sinding Johnson   | Dinamarca      | 106.71 | 41.06 (6)  | 65.65 (11) |
| 9                 | Crystal Kiang            | Taipé Chinesa  | 105.84 | 34.14 (11) | 71.70 (8)  |
| 10                | Tiffany Packard Yu       | Hong Kong      | 105.70 | 33.72 (12) | 71.98 (7)  |
| 11                | Mimi Tanasorn Chindasook | Tailândia      | 104.15 | 36.06 (9)  | 68.09 (9)  |
| 12                | Kai-Jing Leong           | Singapura      | 95.69  | 34.98 (10) | 60.71 (13) |
| 13                | Ana Cantu Felix          | México         | 93.30  | 33.57 (13) | 59.73 (14) |
| 14                | Clara Peters             | Irlanda        | 93.11  | 29.57 (17) | 63.54 (12) |
| 15                | Ami Parekh               | Índia          | 89.23  | 31.11 (14) | 58.12 (15) |
| 16                | Georgia Glastris         | Grécia         | 82.00  | 30.09 (16) | 51.91 (16) |
| 17                | Stephanie Rigley         | Reino Unido    | 77.65  | 30.28 (15) | 47.37 (18) |
| 18                | Sumika Yamada            | Hong Kong      | 76.97  | 28.50 (18) | 48.47 (17) |

### Duplas
| Pos.              | Nome                                      | Nacionalidade  | Pontos | PC        | PL         |
| ----------------- | ----------------------------------------- | -------------- | ------ | --------- | ---------- |
| Medalha de ouro   | Kirsten Moore-Towers / Dylan Moscovitch   | Canadá         | 179.25 | 63.34 (1) | 115.91 (1) |
| Medalha de prata  | Paige Lawrence / Rudi Swiegers            | Canadá         | 164.03 | 54.43 (2) | 109.60 (2) |
| Medalha de bronze | Tiffany Vise / Don Baldwin                | Estados Unidos | 143.34 | 40.99 (5) | 102.35 (3) |
| 4                 | Felicia Zhang / Nathan Bartholomay        | Estados Unidos | 143.32 | 47.44 (3) | 95.88 (4)  |
| 5                 | Lindsay Davis / Mark Ladwig               | Estados Unidos | 121.31 | 45.58 (4) | 75.73 (6)  |
| 6                 | Danielle Montalbano / Evgeni Krasnopolsky | Israel         | 117.27 | 38.76 (6) | 78.51 (5)  |

### Dança no gelo
| Pos.              | Nome                                         | Nacionalidade  | Pontos | DC        | DL        |
| ----------------- | -------------------------------------------- | -------------- | ------ | --------- | --------- |
| Medalha de ouro   | Piper Gilles / Paul Poirier                  | Canadá         | 146.90 | 55.98 (3) | 90.92 (1) |
| Medalha de prata  | Alexandra Paul / Mitchell Islam              | Canadá         | 143.76 | 55.86 (4) | 87.90 (2) |
| Medalha de bronze | Lynn Kriengkrairut / Logan Giulietti-Schmitt | Estados Unidos | 140.86 | 56.49 (2) | 84.37 (3) |
| 4                 | Madison Chock / Evan Bates                   | Estados Unidos | 139.84 | 62.89 (1) | 76.95 (5) |
| 5                 | Siobhan Heekin-Canedy / Dmitriy Dun          | Ucrânia        | 128.40 | 49.14 (5) | 79.26 (4) |
| 6                 | Anastasia Cannuscio / Colin Mcmanus          | Estados Unidos | 113.08 | 42.10 (8) | 70.98 (6) |
| 7                 | Danielle O'Brien / Gregory Merriman          | Austrália      | 110.62 | 42.97 (7) | 67.65 (7) |
| 8                 | Justyna Plutowska / Peter Gerber             | Polônia        | 106.49 | 41.99 (9) | 64.50 (8) |
| 9                 | Carter Jones / Richard Sharpe                | Reino Unido    | 105.40 | 43.17 (6) | 62.23 (9) |

## Quadro de medalhas
| Ordem | País           | Medalha de ouro | Medalha de prata | Medalha de bronze |    | Ordem por total |
| ----- | -------------- | --------------- | ---------------- | ----------------- | -- | --------------- |
| 1     | Estados Unidos | 2               | 2                | 3                 | 7  | 1               |
| 2     | Canadá         | 2               | 2                | 1                 | 5  | 2               |
| TOTAL | TOTAL          | 4               | 4                | 4                 | 12 | —               |